# بافت خاک

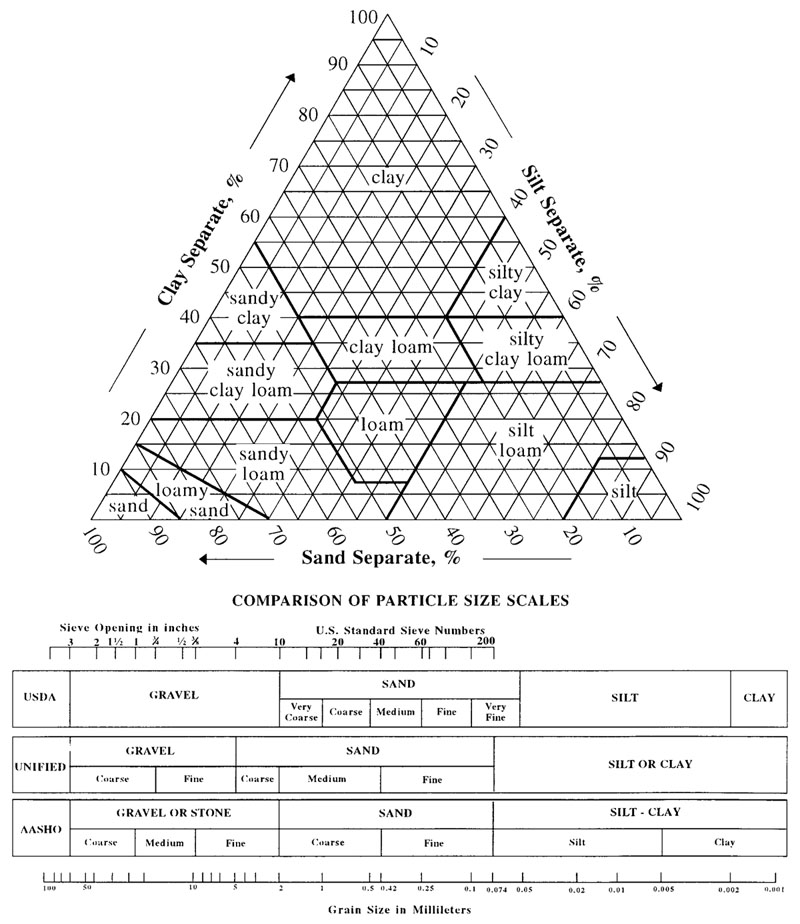
مثلث خاک که نشان‌دهنده ۱۲ طبقه اصلی بافت خاک و مقیاس اندازه ذرات بر پایه طبقه‌بندی وزارت کشاورزی ایالات متحده آمریکا است.

بافت خاک (انگلیسی: Soil texture) یکی از ابزارهای طبقه‌بندی خاک است که در مطالعات آزمایشگاهی و میدانی برای تعیین نوع خاک بر پایه بافت فیزیکی آن به‌کار می‌رود. بافت خاک را می‌توان با روش‌های کیفی (مانند تعیین بافت بر پایه لمس آن) و کمّی (مانند روش هیدرومتر) تعیین کرد. بافت خاک در کشاورزی به منظور تعیین گیاه مناسب، پیش‌بینی پاسخ گیاه به شرایط محیطی و مدیریتی مانند خشک‌سالی و نیاز کلسیم اهمیت و کاربرد دارد. بافت خاک بر ذرات کوچک‌تر از ۲ میلی‌متر تمرکز دارد که شامل ماسه، سیلت و رس است. طبقه‌بندی خاک وزارت کشاورزی ایالات متحده آمریکا (USDA) و WRB شامل ۱۴ طبقه بافت خاک بوده ولی طبقه‌بندی UK-ADAS شامل ۱۱ طبقه بافت خاک است. این طبقه‌بندی‌ها بر پایه درصد ماسه، سیلت و رس موجود در خاک هستند.

## تاریخچه
اولین طبقه‌بندی، سیستم بین‌المللی خاک، اولین بار توسط آلبرت آتربرگ در سال ۱۹۰۵ ارائه گردید. این طبقه بندی بر اساس مطالعات او در سوئد انجام گرفت. برای این کار آتربرگ ۲۰ میکرومتر را برای حد بالایی کسر سیلت انتخاب کرد، زیرا ذرات کوچکتر از آن اندازه با چشم غیر مسلح قابل مشاهده نبودند.